# 中日本鋳工
中日本鋳工株式会社（なかにっぽんちゅうこう、英: Nakanippon Casting Co., Ltd.）は、愛知県西尾市に本社を置く鋳物部品メーカー。名古屋証券取引所メイン市場単独上場銘柄である。

## 概要
1943年（昭和18年）5月24日創業。主に自動車部品や油圧部品など鋳鉄製品の加工および組立を行っている。

## 沿革
- 1943年（昭和18年）5月24日 - 西尾鋳造株式会社として設立[2]。
- 1961年（昭和36年）7月 - 現社名に商号変更[2]。
- 1961年（昭和36年）8月 - 名古屋証券取引所市場第二部に株式を上場[2]。
- 2002年（平成14年）12月 - ISO9001:2000認証を取得[2]。
- 2004年（平成16年）2月 - 株式会社旭メンテナンス工業を子会社化[2]。
- 2011年（平成23年）4月1日 - 子会社の株式会社旭メンテナンス工業を吸収合併[2]。
- 2018年（平成30年）4月 - 株式会社共栄鋳造所より銑鉄鋳物製造事業を譲受（現・碧南工場）[2]。

## 事業所
- 本社・本社工場（愛知県西尾市港町）[1]
- 吉良工場（愛知県西尾市吉良町）[1]
- 碧南工場（愛知県碧南市須磨町）[1]